# Valderrama (Antique)
Valderrama è una municipalità di quarta classe delle Filippine, situata nella Provincia di Antique, nella Regione del Visayas Occidentale.
Valderrama è formata da 22 baranggay:
- Alon
- Bakiang
- Binanogan
- Borocboroc
- Bugnay
- Buluangan I
- Buluangan II
- Bunsod
- Busog
- Cananghan
- Canipayan
- Cansilayan
- Culyat
- Iglinab
- Igmasandig
- Lublub
- Manlacbo
- Pandanan
- San Agustin
- Takas (Pob.)
- Tigmamale
- Ubos (Pob.)